# Amanda Grayson
Amanda Grayson a Star Trek egyik szereplője. Sarek vulcani nagykövet felesége, a Star Trek egyik főszereplőjének, Spocknak az édesanyja.

## Élete
A legelfogadottabb Star Trek-kronológia szerint 2202-ben született a Washington állambeli Seattle-ben. Tanárként dolgozott, majd 2223-ban találkozott Sarek nagykövettel, egy prominens vulcani család tagjával. Ugyanebben az évben összeházasodtak és a Vulcanra költöztek. 
Bár a sorozatban nem említik, általában Sarek és Amanda házasságát tartják az első házasságnak vulcani és ember közt, fiukat, Spockot pedig az első vulcani-ember félvérnek. (A Star Trek: Enterprise sorozat több más mellett ebben is ellentmond a korábban kialakult kánonnak: ebben a Terra Prime csoport létrehoz egy félvér gyermeket, Elizabethet Charles „Trip” Tucker és T’Pol DNS-éből, Elizabeth azonban nem sokkal születése után meghalt genetikai rendellenességek miatt.)
A Star Trek eredeti idővonala szerint Amanda valamikor 2286 és 2366 között hal meg (a Star Trek IV: A hazatérés eseményei után, és a Sarek című Az új nemzedék-epizód között, utóbbiban a földi embereknél sokkal hosszabb életű Sarek felesége már egy másik földi nő, Perrin).
A 2009-ben megjelent Star Trek-film alternatív idővonalat hoz létre. Ebben többet látunk Amanda életéből a Vulcanon. Ebben a filmben amikor Nero megtámadja a Vulcant, Amanda meghal, miközben Spock megpróbálja kimenekíteni őt és Sareket. A filmben Amanda halálának említése az egyetlen, ami annyira képes feldühíteni Spockot, hogy ezen alkalommal meg is támadja Kirk-öt, mintegy érzelmileg kompromittálva. Emiatt, és azért, mert korábban Pike kapitány első tisztté lépteti elő, Kirk javára lemond a kapitányi posztról.

## Megjelenései
A szereplő először az első Star Trek-sorozatban jelenik meg, a Bábeli út című részben, majd a Star Trek: The Animated Series rajzfilmsorozat Yesteryear című epizódjában. Ezután legközelebb a Star Trek IV – A hazatérés elején láthatjuk. Ebben és a Bábeli útban is Jane Wyatt alakította, akit leginkább azonosítanak a szereplővel. A rajzfilmsorozatban Majel Barrett adta a hangját. Egy rövid flashback-jelenetben látható a Star Trek V: A végső határ-ban, amikor Spock visszaemlékszik a születésére, itt Cynthia Blaise alakítja. Filmek közül nagyobb szerepet csak a 2009-es Star Trekben kap, ahol Winona Ryder kapta a szerepet. Ezenkívül több Star Trek-könyvben is szerepel, és a fanfiction-szerzők körében is rendkívül népszerű, annak ellenére, hogy magában a sorozatban és a filmekben is igen keveset szerepelt.
Amanda vezetéknevét a sorozatban és a filmekben nem említik, bár már a Bábeli út egyik vázlatában szerepelt. Egyedüli említése a Yesteryear című epizódban van, a rajzfilmsorozat azonban nem számít a hivatalos Star Trek-kánon részének, ahogyan a könyvek nagy része sem, mindeddig azonban a kánonként elfogadott filmek és epizódok nem mondtak ellent ennek a névnek. A Bábeli útban Amanda kijelenti, hogy van egy vulcani neve is, amit csak sok gyakorlás után tudott kiejteni, és arra kéri Kirk kapitányt, inkább szólítsa Amandának.